# Francesco Cilea

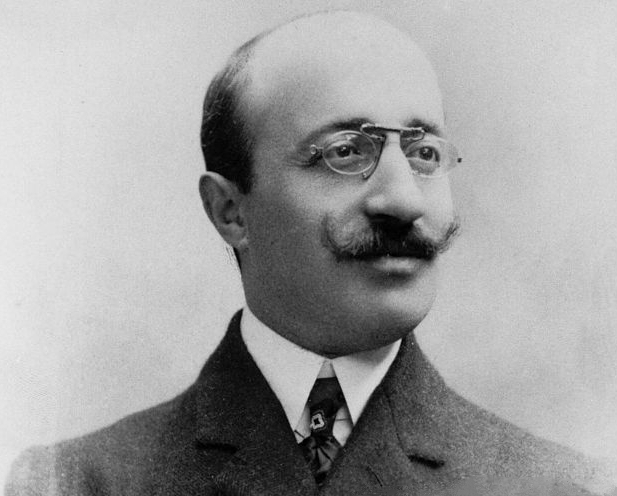
Francesco Cilea

Francesco Cilèa, född 23 juli 1866 i Palmi, död 20 november 1950, var en italiensk tonsättare i veristisk/realistisk stil. 

## Biografi
Ciléa var 1890-1892 lärare i piano vid musikkonservatoriet i Neapel, där han tidigare själv hade studerat. Under tiden 1896-1904 var han professor i harmonilära vid Regia Instututo Musicale i Florens. Han utsågs 1913 till direktör för musikkonservatoriet i Palermo och blev därefter 1916 direktör för Concervatorio San Pietro a Majella i Neapel, en befattning som han innehade fram till 1935.

## Verk
- Gina (1889)
- La Tilda (1892)
- L'Arlesiana (1897)
- Adriana Lecouvreur (1902 och omarbetad 1937)
- Gloria (1907 och omarbetad 1932)

- Två orkestersviter: Poema sinfonico corale (1913) och Lodi sinfoniche (1934)
- En pianotrio (1886)
- En sonat D-dur för violoncell och piano (1888)
- Pianostycken och sånger